# The Net - Gioco di squadra
The Net - Gioco di squadra è una miniserie televisiva italo-tedesca, composta da 6 episodi, diretta da Volfango De Biasi (3 episodi) e Lorenzo Sportiello (3 episodi), trasmessa da Rai 2 dal 20 dicembre 2022 al 2 gennaio 2023.

## Episodi
| N° | Titolo     | Prima visione    | audience | share |
| -- | ---------- | ---------------- | -------- | ----- |
| 1  | Episodio 1 | 20 dicembre 2022 | 465 000  | 2,5%  |
| 2  | Episodio 2 | 20 dicembre 2022 | 465 000  | 2,5%  |
| 3  | Episodio 3 | 26 dicembre 2022 | 372 000  | 2,7%  |
| 4  | Episodio 4 | 26 dicembre 2022 | 372 000  | 2,7%  |
| 5  | Episodio 5 | 3 gennaio 2023   | 129 000  | 1,56% |
| 6  | Episodio 6 | 3 gennaio 2023   | 129 000  | 1,56% |

## Trama
La miniserie segue le vicende dei calciatori e dei dirigenti di Toscana Football Club in crisi finanziaria.

## Produzione
The Net - Gioco di squadra fa parte di una trilogia ideata da Matthias Hartmann e Plinio Bachmann. Le altre due parti sono: The Net - Prometheus (Das Netz - Prometheus), di produzione austriaca, e The Net - La terra promessa (Das Netz - Spiel am Abgrund), di produzione tedesca.

### Riprese
Le riprese sono avvenute tra marzo e giugno 2022 nel centro storico di Firenze, a Pienza e dintorni e in Germania.

## Accoglienza
La miniserie era stata annunciata in prima serata dal 20 dicembre 2022 al 3 gennaio 2023, ma a causa dei bassi ascolti riscontrati per i primi due episodi i dirigenti Rai hanno deciso di spostare i successivi episodi in seconda serata.